# 미국 에너지 관리청

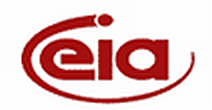
미 에너지 관리청

미국 에너지 관리청(영어: Energy Information Administration, EIA)은 미국 에너지부에 속하는 통계 및 분석청이다. 미국 연방 정부가 관할한다.
EIA는 주로 웹사이트와 고객 연락 센터를 통하여 데이터 상품, 분석 자료, 보고서, 서비스를 고객에게 배포한다. EIA 프로그램은 석탄, 석유, 천연 가스, 전기, 재생가능 에너지, 핵 에너지에 대한 데이터를 다룬다.

## 예산
워싱턴 DC에 위치한 EIA는 약 380명의 연방 직원으로 이루어진 단체이며 2010년 회계 연도 기준으로 연간 예산이 111,000,000 달러에 이른다. 2010년 3월에 2011년 회계 연도를 위한 연방 예산은 에너지 장관 스티븐 추의 요청에 따라 EIA를 위한 추가 자금으로 18,000,000 달러를 포함하였다.

## 같이 보기
- 에너지 절약
- 미국 에너지부